# Amos Tutuola
Amos Tutuola (* 20. Juni 1920 in Abeokuta; † 8. Juni 1997 in Ibadan) war ein nigerianischer Schriftsteller.

## Leben
Amos Tutuola, der Sohn einer christlichen Familie aus der Ethnie der Yoruba, arbeitete nach einer sechsjährigen Grundschulzeit als Kupferschmied und während des Zweiten Weltkriegs als Mechaniker der Royal Air Force. Danach war er Bürobote im Arbeitsdepartement und Lagerarbeiter beim nigerianischen Rundfunk. Während dieser Zeit, 1953, erschien Tutuolas erster Roman, The Palm-Wine Drinkard (Der Palmweintrinker), in dem ein mysteriöser Wandersmann von den magischen Geschöpfen berichtet, die ihm auf seinen Wanderungen begegnet sind. Das märchenhafte, die Mythologie der Yoruba aufgreifende Werk ist den Traditionen des mündlichen Erzählens verpflichtet, in fehlerhaftem Englisch geschrieben und missachtet die Regeln des modernen, dem Realismus verpflichteten Romans. Dennoch, oder gerade weil Tutuolas Roman den Zielen der für internationales Ansehen kämpfenden afrikanischen Intellektuellen widersprach, wurde sein Hauptwerk oft zitiert und wirkte sich stilbildend auf die Literatur jüngerer Generationen aus. Im Heimatland wurde Tutuola oft dafür kritisiert, dass er Vorurteile des Westens gegenüber den angeblich Primitiven Afrikas so unterstütze; erst nach seinem Erfolg begann man, seine Werke ins Yoruba zu übersetzen. In Frankreich schrieb man sein Werk zunächst seinem Übersetzer Raymond Queneau zu und hielt Amos Tutuola für ein neues Pseudonym.
1979 war er Forschungsstipendiat an der Universität von Ile-Ife sowie Teilnehmer des International Writing Program an der University of Iowa. Er kehrte 1980 nach Ibadan zurück und verstarb dort 1997 an den Folgen von Bluthochdruck und Diabetes.

## Werke
- The Palm-Wine Drinkard (1946, veröffentlicht 1952; dt. Der Palmweintrinker 1994)
- My Life in the Bush of Ghosts (1954, dt. Mein Leben im Busch der Geister 1991)
- The Brave African Huntress (1958)
- Simbi and the Satyr of the Dark Jungle (1962)
- Feather Woman of the Jungle (1962)
- Ajaiyi and his Inherited Poverty (1967)
- The Witch Herbalist of the Remote Town (1981)
- Yoruba Folktales (1986)
- Pauper, Brawler and Slanderer (1987)
- The Village Witch Doctor and Other Stories (1990, Erzählungen)